# عبدالعزیز آل حمسل
عبدالعزیز آل حمسل (انگلیسی: Abdulaziz Hamsal؛ زادهٔ ۱ مارس ۱۹۸۷) بازیکن فوتبال اهل عربستان سعودی است.
از باشگاه‌هایی که در آن بازی کرده‌است می‌توان به باشگاه فوتبال نجران عربستان سعودی اشاره کرد.